# Олимпийский парк (Пекин)

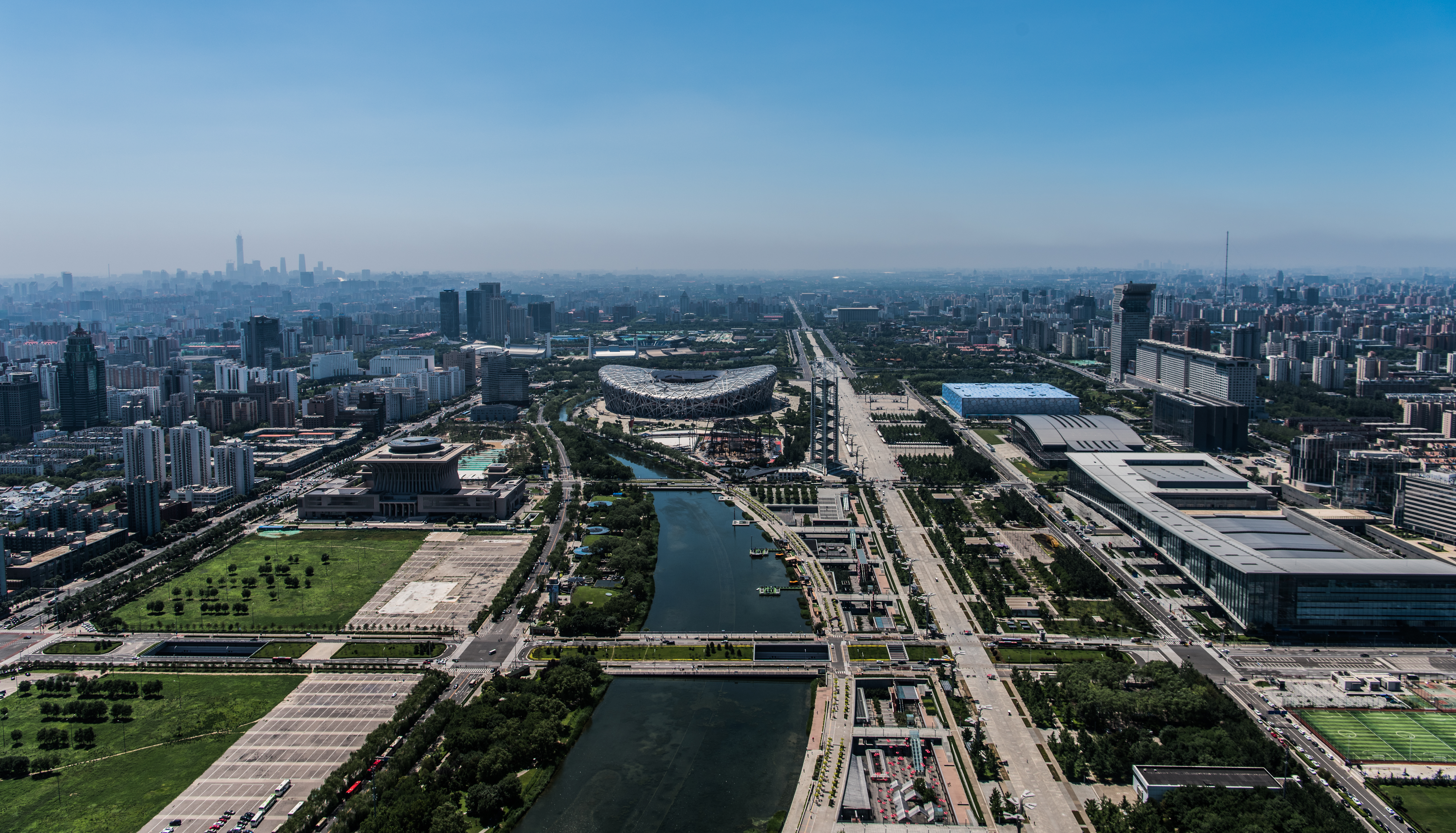
Олимпийский парк в 2017 году

Олимпийский парк (кит. 北京奥林匹克公园, англ. The Olympic Green), расположенный в районе Чаоян центральной части Пекина, был построен как главный комплексный объект Олимпийских игр 2008 года. На его территории находятся главные спортивные сооружения игр, на которых проводились соревнования, а также церемонии открытия и закрытия игр. В 2022 году инфраструктура парка также будет использоваться для проведения Зимних Олимпийских игр.

## Спортивные сооружения

### Национальный стадион

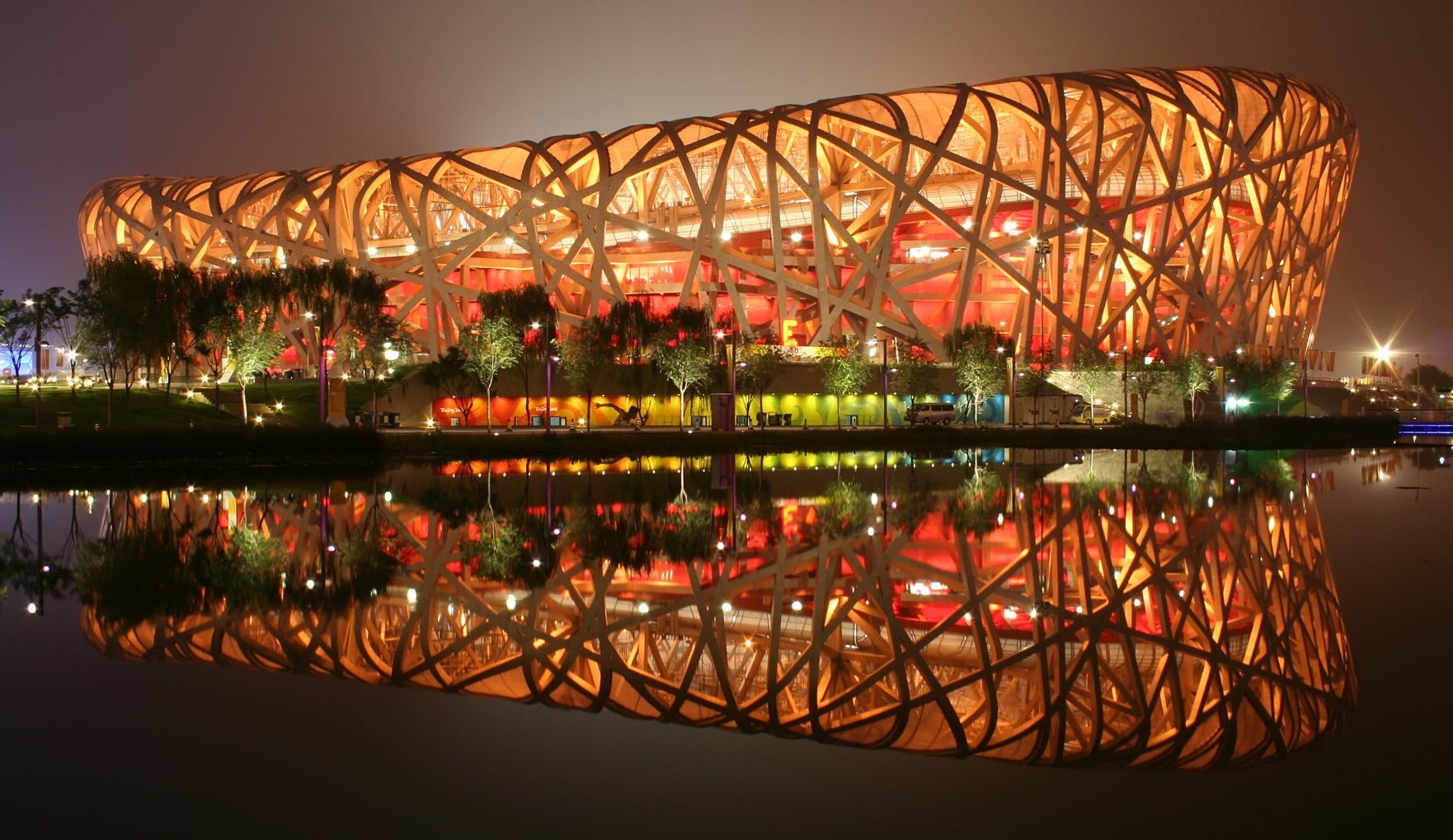
Национальный стадион

Национальный стадион (кит. 国家体育场) или «Птичье гнездо» (кит. 鸟巢) — центральный объект. Он принимал церемонии открытия и закрытия игр, соревнования по лёгкой атлетике и футболу. Стадион вмещал 91000 зрителей, но после игр вместимость была уменьшена до 80000. В 2022 году он также станет местом проведения церемоний открытия и закрытия Зимних Олимпийских игр.

### Национальный плавательный комплекс

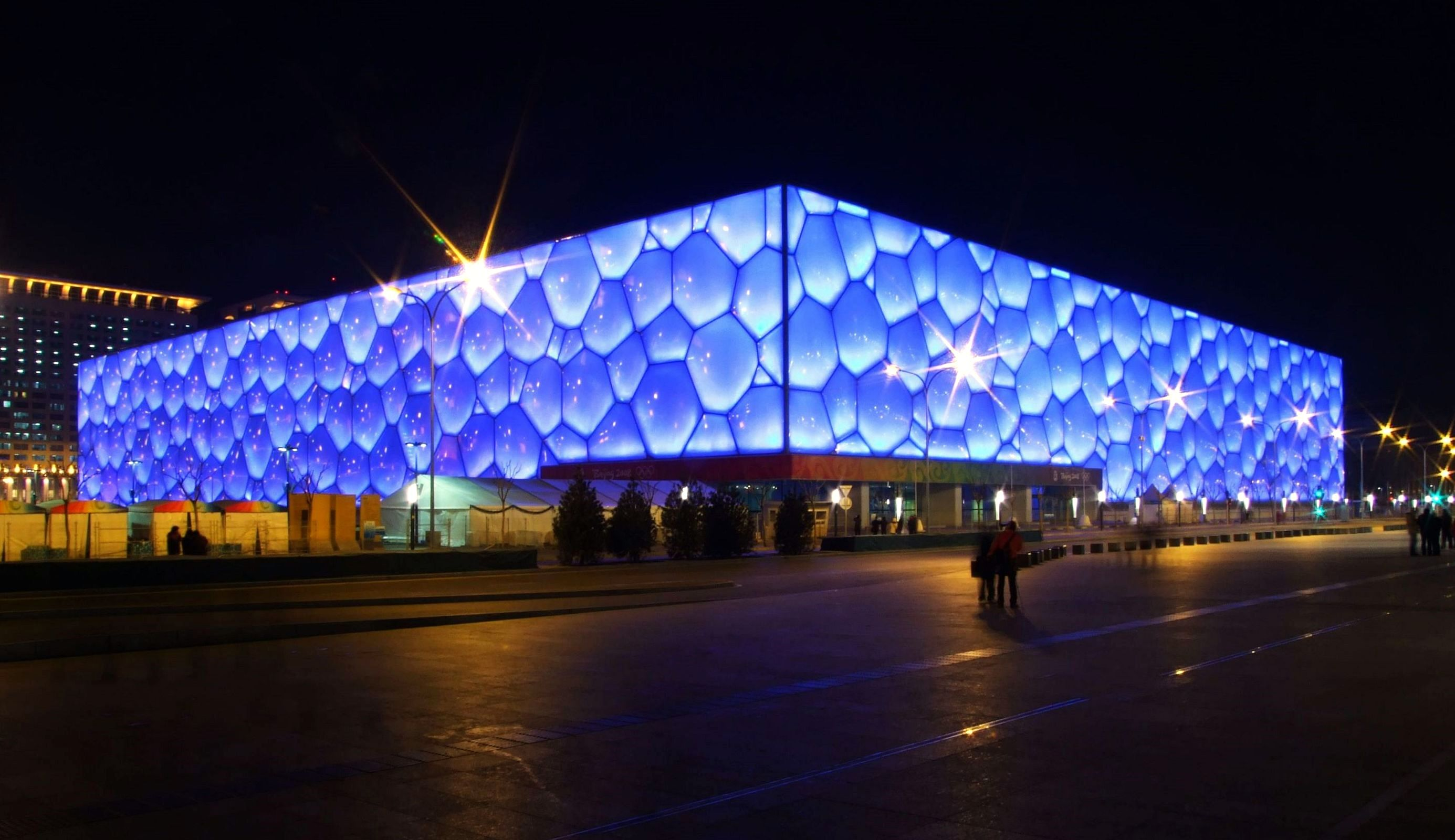
Пекинский национальный плавательный комплекс

Национальный плавательный комплекс (кит. 国家游泳中心) или «Водяной куб» (кит. 水立方) принимал соревнования по плаванию, прыжкам в воду и синхронному плаванию. Вмещает 6000 зрителей (до 17000 во время игр) и расположен рядом с национальным стадионом. Также будет местом проведения соревнований по кёрлингу на играх 2022 года.

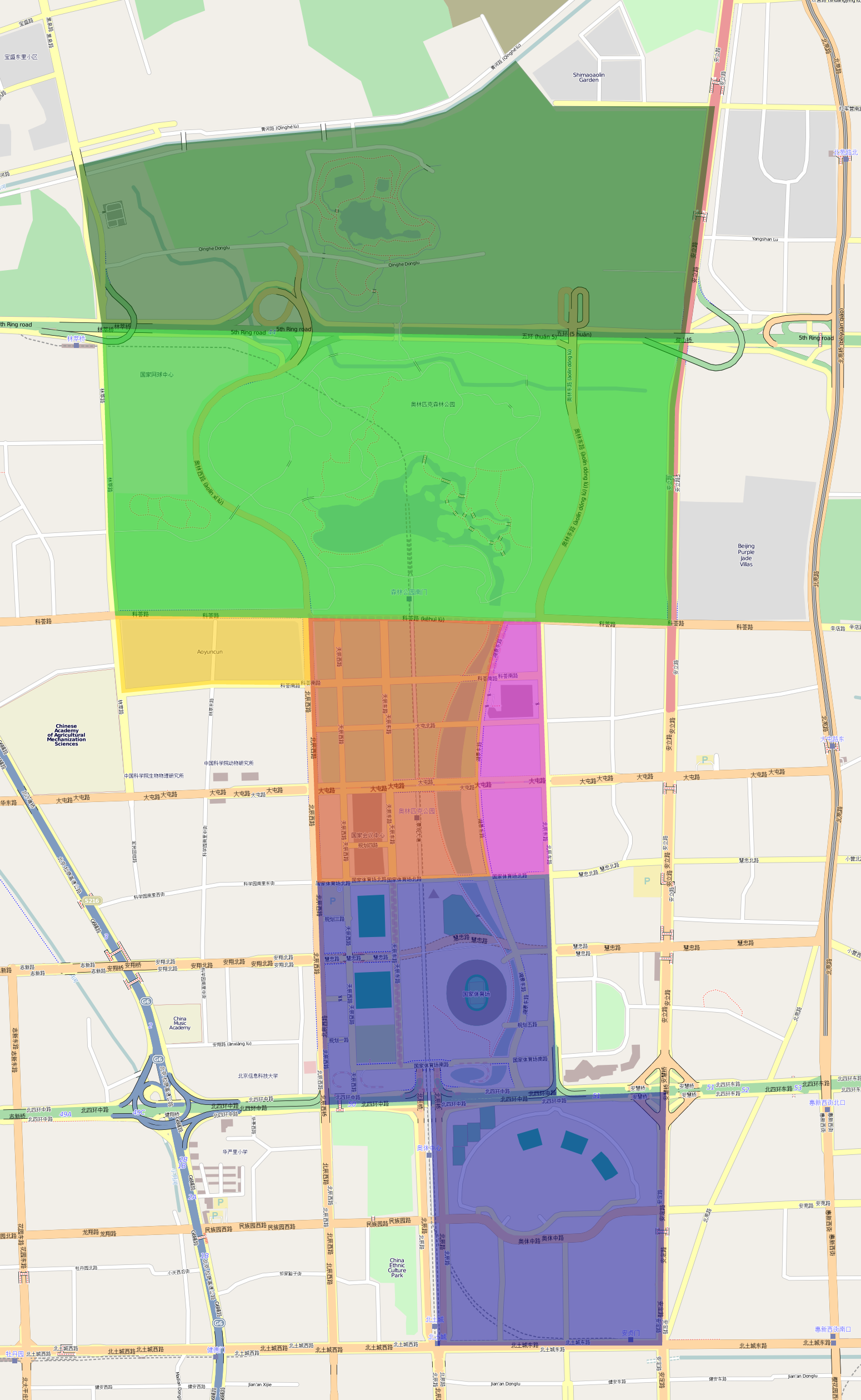
Карта Олимпийского парка

### Государственный дворец спорта
Государственный дворец спорта Пекина (кит. 国家体育馆) принял соревнования по спортивной гимнастике, прыжках на батуте и гандболу.

### Национальный конькобежный стадион
Национальный конькобежный стадион построен специально к играм 2022, примет соревнования по конькобежному спорту. В 2008 году на его месте находились поля для игры в хоккей на траве и стрельбы из лука.

### Китайский государственный конференц-центр
Китайский государственный конференц-центр (кит. 国家会议中心) принимал соревнования по фехтованию и современному пятиборью. Он также использовался как международный вещательный центр и основной пресс-центр игр.

### Национальный теннисный центр
Национальный теннисный центр (кит. 北京奥林匹克公园网球场) принял соревнования по теннису.

### Променад
Сам парк за пределами спортивных сооружений также использовался для проведения некоторых соревнований: через него проходили маршруты марафона и спортивной ходьбы.

## Другие строения

### Олимпийская деревня
Олимпийская деревня служила для размещения атлетов во время игр. Она состоит из 22 6-этажных и 20 9-этажных зданий.

### Цифровое здание

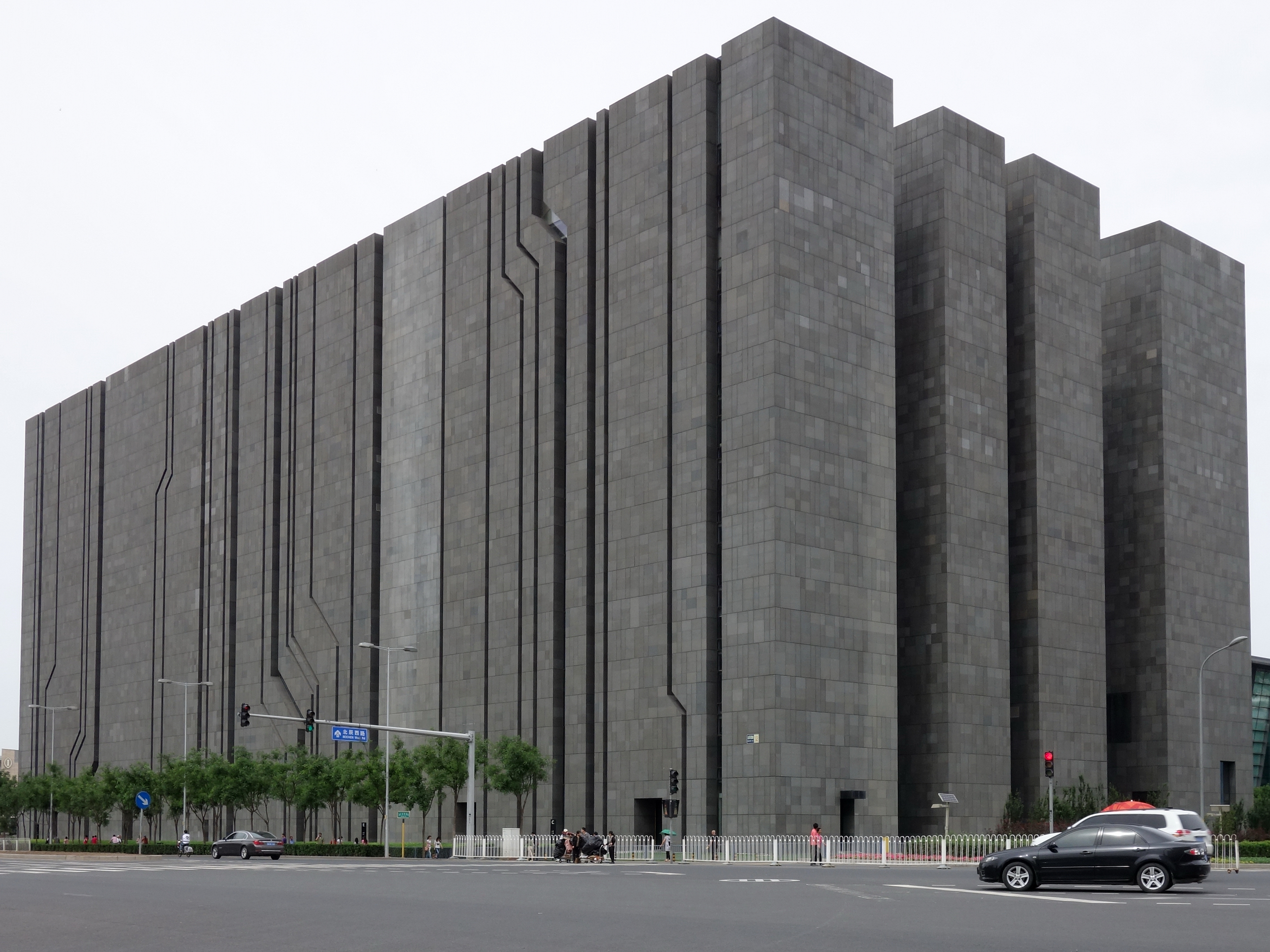
Цифровое здание

Цифровое здание служило во время игр дата-центром. Оно было единственным сооружением парка, которое не использовалось для проведения соревнований во время игр. После чего оно было превращено в музей Олимпиады и выставочное пространство для цифровых компаний.

### Пагода Линглонг
Пагода Линглонг (или Башня Линглонг) была частью Международного вещательного центра. Расположена к северо-западу от Национального стадиона.

### Олимпийская башня

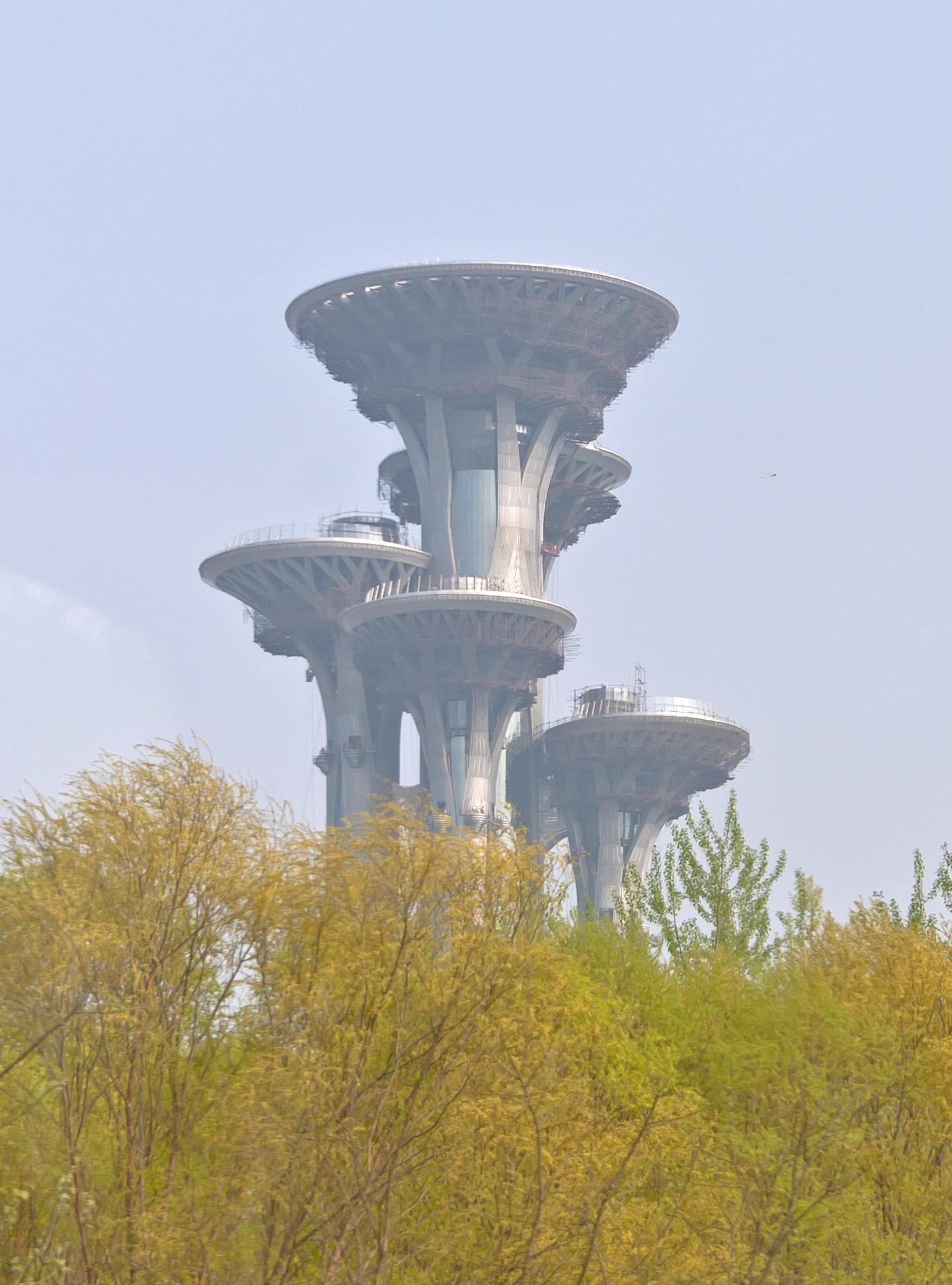
Олимпийская башня в 2014 году

Олимпийская башня высотой 246,8 метра была построена уже после проведения игр, в 2014 году. Её 5 круговых крыш символизируют 5 олимпийских колец, а дизайн был вдохновлён побегами травы.. В настоящее время это одно из самых высоких зданий Пекина, которое используется как смотровая площадка.